# Cromstrijen
Cromstrijen (anhörenⓘ) war eine Gemeinde in der niederländischen Provinz Südholland mit einer Gesamtfläche von 70,33 km² und Einwohnerzahl am 30. September 2018 von 12.848. Sie wurde zum 1. Januar 2019 mit den Kommunen Binnenmaas, Korendijk, Oud-Beijerland sowie Strijen zur neuen Gemeinde Hoeksche Waard zusammengelegt.
Die Gemeinde wurde 1984 nach einer um 1500 bestehenden Herrlichkeit Cromstrijen benannt. Sie bestand aus zwei Dörfern, die bis 1984 eigene Gemeinden waren:
- Numansdorp, das im 17. Jahrhundert entstand mit einer Kirche aus dieser Epoche und dem Rathaus der Gemeinde.
- Klaaswaal, das im 16. Jahrhundert entstand.

## Lage, Wirtschaft, Sehenswürdigkeiten
Die Gemeinde am Hollands Diep im Süden der Insel Hoeksche Waard, nicht weit von Willemstad, Gem. Moerdijk wird von der Autobahn Rotterdam – Bergen op Zoom durchquert. Die meisten Einwohner leben vom Ackerbau oder sind Pendler, die in Rotterdam oder Dordrecht arbeiten.
In beiden Dörfern stehen einige bemerkenswerte, alte Bauernhöfe mit Reetdächern. Über die Polderdeiche sind Radtouren möglich.
Es gibt in der Gemeinde einen Campingplatz und zwei kleine Jachthäfen.

## Politik

### Fusion
Die Gemeinden Binnenmaas, Cromstrijen, Korendijk, Oud-Beijerland und Strijen wurden zum 1. Januar 2019 zu einer neuen Gemeinde mit dem Namen Hoeksche Waard zusammengeschlossen.

### Sitzverteilung im Gemeinderat
Die Kommunalwahlen vom 19. März 2014 ergaben folgende Sitzverteilung:
| Partei          | Sitze | Sitze | Sitze | Sitze |
| Partei          | 2006  | 2010  | 2014  | 2018  |
| --------------- | ----- | ----- | ----- | ----- |
| Cromstrijen '98 | 4     | 3     | 3     | 4     |
| CDA             | 3     | 3     | 3     | 3     |
| VVD             | 2     | 3     | 3     | 3     |
| D66             | 1     | 1     | 2     | 2     |
| SGP             | 2     | 1     | 1     | 2     |
| PvdA            | 2     | 3     | 2     | 1     |
| GroenLinks      | 1     | 1     | 1     | —     |
| Gesamt          | 15    | 15    | 15    | 15    |

Aufgrund der Fusion zum 1. Januar 2019 fanden die Wahlen für den Rat der neuen Gemeinde Hoeksche Waard am 21. November 2018 statt.

### Bürgermeister
Seit dem 1. Dezember 2011 ist Jan Luteijn (SGP) amtierender Bürgermeister der Gemeinde. Zu seinem Kollegium zählen die Beigeordneten Bas Boelhouwers (Cromstrijen '98), Hans Flieringa (VVD), Pieter Paans (CDA) sowie der Gemeindesekretär Gerard Boluijt.

## Töchter und Söhne der Gemeinde
- Jo de Haan (1936–2006), Radrennfahrer
- Nicolai Proksch (* 1993), Physiker

## Bürgermeister
- Siehe auch: Liste der Bürgermeister von Cromstrijen